# بهومي
بهُومِي (بالسنسكريتية: भूमि)‏، و(بالإنجليزية: Bhumi)‏، هي إلهة هندوسية تجسد الأرض. وهي قرينة الإله فيشنو. ووفقا لتقاليد اليفشنوية، فهي الجانب الثاني من قرينة فيشنو، لاكشمي. أنقذها فاراها، الصورة الرمزية الثالثة لفيشنو، من الشيطان هيرانياكشا وتزوجها لاحقا، مما جعلها واحدة من رفاقه. تعتبر والدة ناراكاسورا ومنغال وسيتا.

## صورتها
عادة ما يتم تصويرها بأربعة أذرع، وهي تحمل ثمرة رمان، ووعاء مائي، ووعاء يحتوي على أعشاب علاجية، ووعاء آخر يحتوي على خضروات، على التوالي.